# Nypel

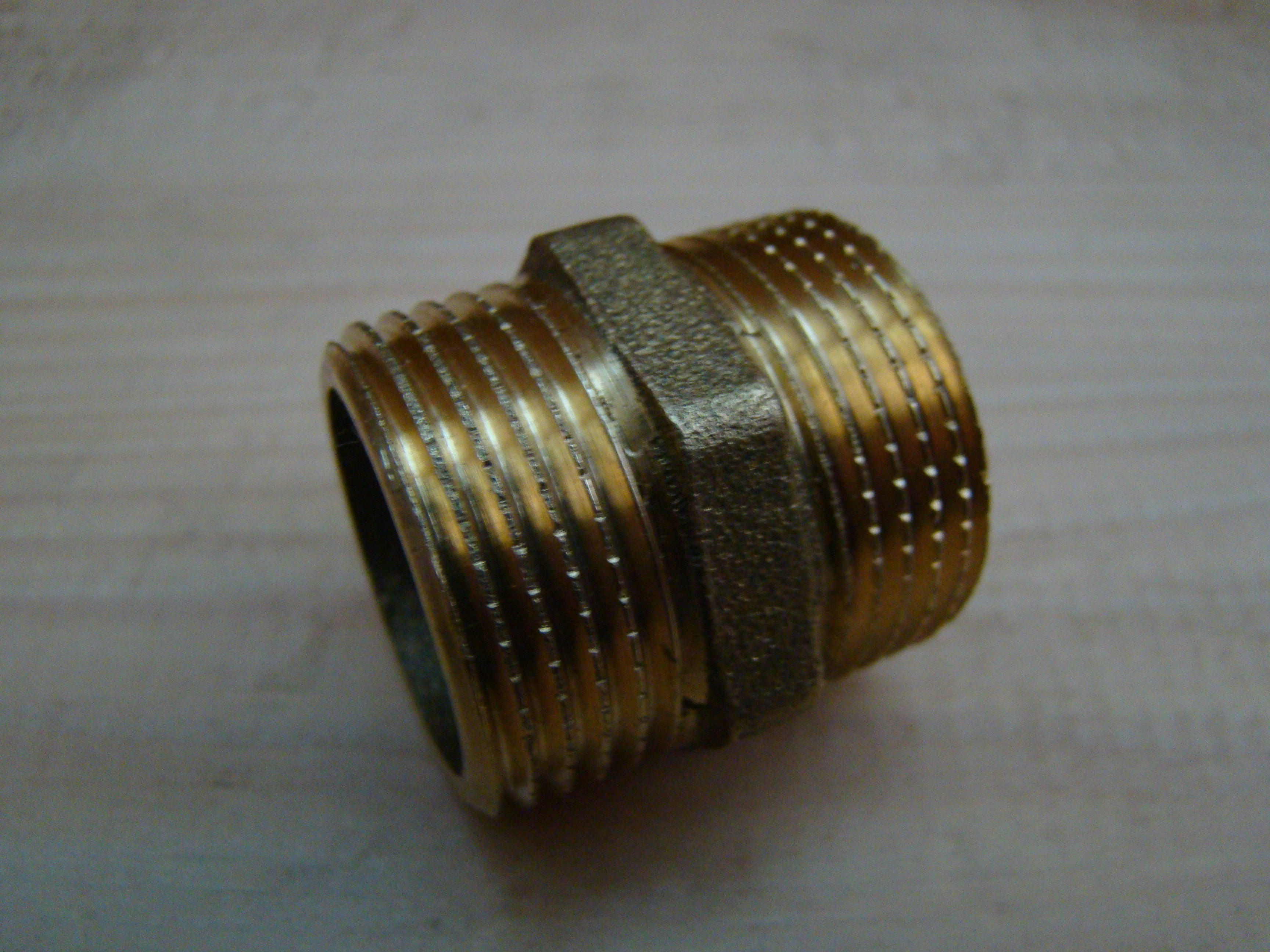
Nypel zwykły dwustronny

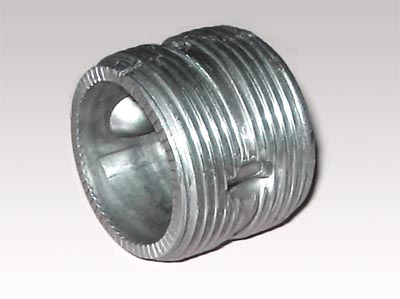
Nypel grzejnikowy

Nypel – złączka w postaci krótkiej rurki gwintowanej zewnętrznie, służąca do połączeń rurowych w instalacjach hydraulicznych i gazowych, a także innych prac montażowych
Nypel jest elementem w kształcie rurki mającej na obu końcach gwinty zewnętrzne (rurowe Withwortha), a w środkowej części sześciokątny pierścień w kształcie płaskiej nakrętki, ułatwiający przekręcenie kluczem. Stosuje się go w celu połączenia dwu elementów rurowych mających gwint wewnętrzny (np. dwóch kolan, kolana i trójnika, kolana i mufy, kolana i zwężki itp.). Najczęściej wykonywany jest ze stali, rzadziej z mosiądzu czy żeliwa.
Nazwa pochodzi z języka niemieckiego Nippel. Równolegle używana jest nazwa dwuzłączka, przy czym jest ona dwuznaczna, gdyż odnosi się do nypla, ale też do tzw. śrubunków. Nypel jednostronny, posiadający gwint zewnętrzny oraz gwint wewnętrzny (o odpowiednio mniejszej średnicy) określamy słowem redukcja. Nypel o różnych przekrojach gwintów zewnętrznych to nypel redukcyjny (złączka redukcyjna).
Element łączący poszczególne człony grzejników (kaloryferów) wieloczłonowych, przypominający kształtem nypel, ale bez środkowego występu w kształcie sześciokątnym (zamiast niego ma wewnątrz dwa występy umożliwiające obrót specjalnym kluczem), mający z jednego końca gwint prawy, a z drugiego lewy (na zasadzie śruby rzymskiej) nosi nazwę nypel grzejnikowy.
Nyplem nazywana jest również krótka gwintowana rurka będąca mocowaniem dostosowanych do niej oprawek na żarówki do żyrandoli, kinkietów, lamp stojących itp. Przez wnętrze nypla przeprowadzane są przewody zasilające żarówkę. W Polsce powszechnie stosowany jest w tym rozwiązaniu gwint metryczny drobnozwojowy M10x1. Dłuższe nyple lampowe nazywane są też sztycami.
Odwrotnością nypla jest mufa, która ma gwint wewnętrzny.